# Ludwig Kubel

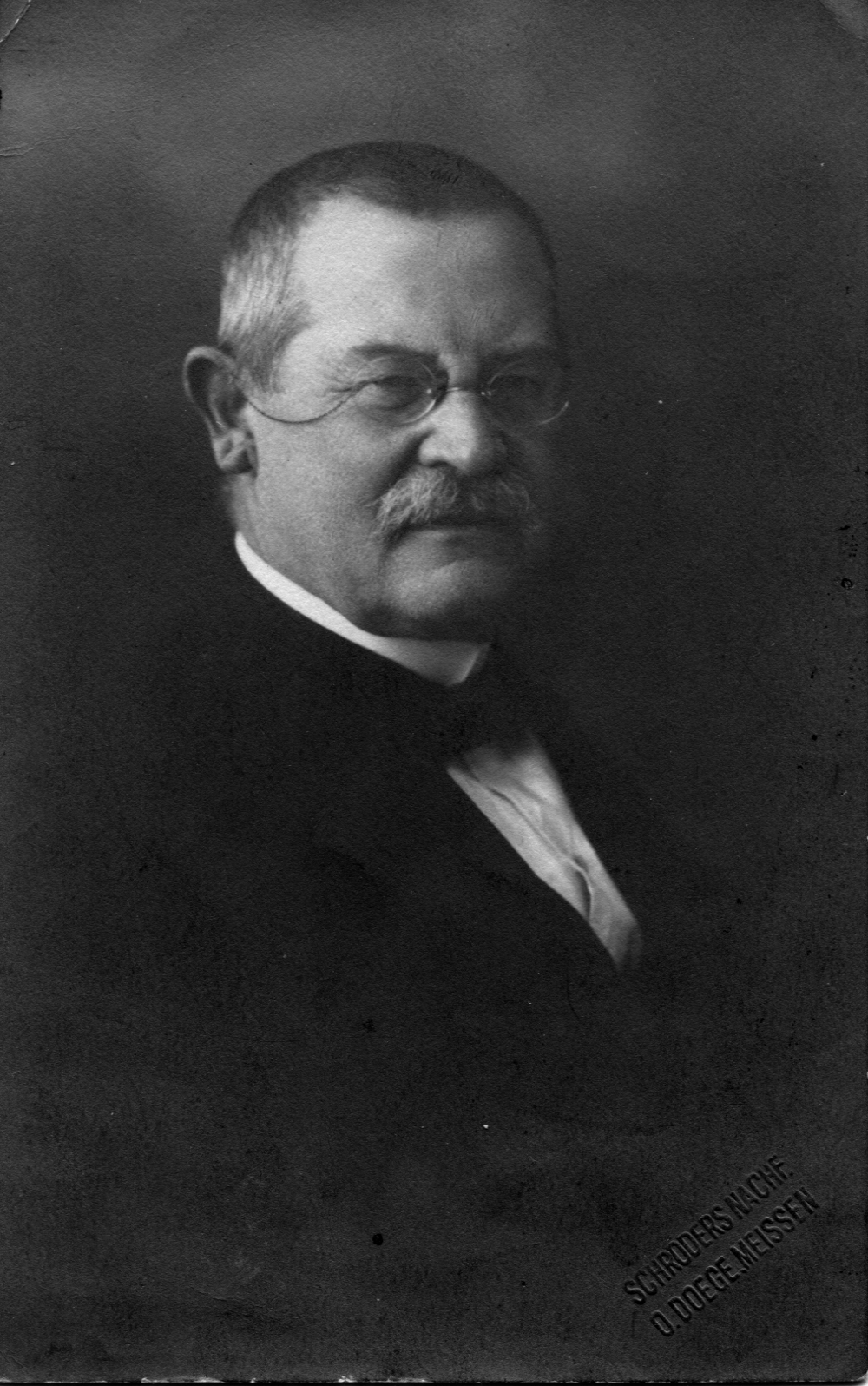
Ludwig Kubel

Ludwig Kubel (* 7. November 1859 in Eschershausen; † 4. August 1940 in Potsdam) war ein deutscher Heimatschriftsteller und Lehrer.

## Leben

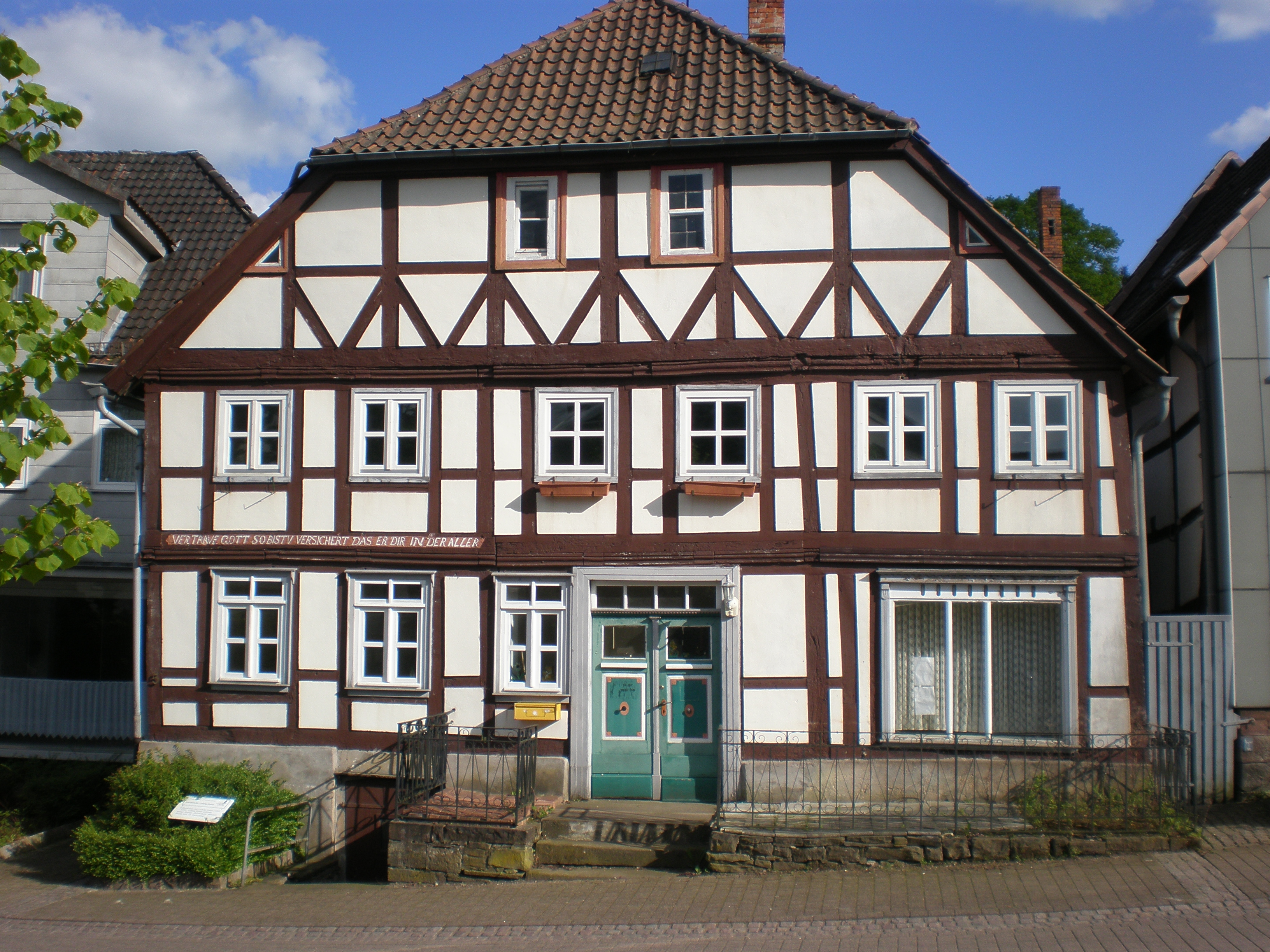
Geburtshaus von Ludwig Kubel in Eschershausen

Der spätere Oberlehrer und Heimatschriftsteller Ludwig Kubel wurde am 7. November 1859 in der Apotheke am Marktplatz (Marktplatz 5) als Sohn des Apothekers August Kubel in Eschershausen geboren. 1864 zog die Familie mitsamt der Apotheke um in das Haus Raabestraße 2 (heute Raabe-Apotheke), welches bereits 1765 als Apotheke erbaut wurde. Er besuchte das Gymnasium in Holzminden (heute Campe-Gymnasium). 1876 musste er Eschershausen verlassen, weil sein Vater gestorben war und seine Mutter nach ihrer Heimat Dassel umzog. Nach Abschluss der Gymnasial-Ausbildung studierte er Philologie und wurde Oberlehrer am Gymnasium in Meißen an der Elbe und in Lugau bei Chemnitz. Seinen Lebensabend verbrachte Ludwig Kubel in Potsdam, wo er am 4. August 1940 im Alter von 80 Jahren verstarb. Beigesetzt wurde er in Lugau.
In seinem Roman „Die Apotheke zu Angerbeck“ setzt er seiner Heimatstadt Eschershausen ein literarisches Denkmal und schildert die Zeit seiner Jugend eindrucksvoll. Das Buch beschreibt das Schicksal des für das städtische Schützenfest angestellten Spaßmachers und seiner Tochter, welche als Pflegekind in der Apotheke aufgenommen wird. Auch in „Die Glocke zu Falkenried“ spielt Eschershausen eine Rolle. Dort hielt im März 1808 der Pastor Daniel Merkel in der Kirche eine Predigt gegen die Franzosenherrschaft, musste fliehen und fand schließlich in Falkenried im Luch bei Potsdam eine Lehrerstelle. Den Roman „Die Winzenburg“, welcher sich mit der Hildesheimer Stiftsfehde befasst, hat Ludwig Kubel seinem großen Landsmann Wilhelm Raabe zum 70. Geburtstag gewidmet.

## Ehrungen
In Eschershausen wurde die Ludwig-Kubel-Gasse nach dem Schriftsteller benannt.

## Werke

### Romane
- Die Glocke von Falkenried, erschienen 1899
- Die Winzenburg, erschienen 1901
- Die Apotheke zu Angerbeck (Digitalisat), erschienen 1905

| Personendaten    | Personendaten            |
| ---------------- | ------------------------ |
| NAME             | Kubel, Ludwig            |
| KURZBESCHREIBUNG | deutscher Schriftsteller |
| GEBURTSDATUM     | 7. November 1859         |
| GEBURTSORT       | Eschershausen            |
| STERBEDATUM      | 4. August 1940           |
| STERBEORT        | Potsdam                  |